# Microcos stylocarpa
Microcos stylocarpa är en malvaväxtart som först beskrevs av Otto Warburg, och fick sitt nu gällande namn av Karl Ewald Maximilian Burret. Microcos stylocarpa ingår i släktet Microcos och familjen malvaväxter. Inga underarter finns listade i Catalogue of Life.